# Palazzo del Marchese di San Saturnino
Il palazzo del Marchese di San Saturnino è un palazzo in stile neoclassico situato a Porto Torres, fatto costruire dal primo marchese di San Saturnino di origini spagnole, Don Raimondo de Quesada.
Progettato dall'architetto Giuseppe Cominotti o da uno dei suoi allievi, occupa l'isolato situato tra il corso Vittorio Emanuele, le vie Petronia e Cavour e piazza Marinaru. Fa parte del progetto sardo Monumenti aperti.

## Architettura

### Stile Neoclassico
Il palazzo del Marchese  è in stile neoclassico, erede dello stile classico, e rappresenta un aspetto del più ampio movimento culturale che ha interessato la cultura europea a partire a 700' determinandosi sull'onda dei fermenti culturali dell'illuminismo, del roccoccò e del declino del barocco. L'edificio è sviluppato su due piani e, come caratteristica tipica d'epoca, si evidenzia la scansione simmetrica delle aperture e degli elementi decorativi. Gli elementi tipici sono semplici ed appena accennati nella facciata, tuttavia, anche a distanza la palazzina si erge, spicca, per raffinatezza ed eleganza. Il portone principale è inserito in una specchiatura (motivo architettonico costituito da un riquadro rientrante, delineato da cornici) che aggettando leggermente sul filo della facciata prosegue al primo piano con tre lesene, che sono fasce verticali in rilievo o mezze colonne sporgenti dalle pareti, che inquadrano i balconi e le portafinestre sormontate ai lati da due frontoni triangolari normali e al centro da un frontone triangolare a doppia cornice.

### Piano terra
Il piano terra è occupato da alcuni locali commerciali (che corrispondono ai vecchi magazzini) e dal salone principale, che è sormontato da una volta a botte con unghie laterali che ricordano degli artigli. Il salone principale aveva, molto probabilmente, origini destinate a "corte" e, in posizione centrale, si attesta una grande scala in marmo (materiale non originale, dato che era in pietra di lavagna). La scala è in posizione biforcuta perché i carri che entravano dovevano arrivare nel cortile a cui serviva la merce che, a quel tempo, era una stalla. Sotto il salone è posta una grandissima cisterna, che poteva contenere dell'acqua piovana proveniente da delle tubature poste sul tetto che veniva depurata grazie ad un tipo di sabbia. Lungo le pareti si possono scorgere quattro bassorilievi non originali: sono stati fatti durante un'opera di restauro del palazzo.

### Piano nobile
Il piano nobile è diviso in tre grandi volumi comunicanti: quello centrale era utilizzato per cene e feste; invece quelli laterali come singole unità abitative: erano abitati da una maestra, Italia Solinas, e dalla farmacista Maria, nota a Porto Torres per il suo carattere generoso, che viveva con sua sorella e che aveva la farmacia al piano terra. Poiché il palazzo del Marchese è un palazzo comunale, per far spazio agli uffici, la posizione simmetrica delle stanze e degli ambienti è stata, in tempi recenti, modificata da tramezzature. Il piano sottotetto (la soffitta), con ampi locali utilizzabili data la presenza di abbaini e di finestre nelle testate è stato, intorno agli anni '60, completamente modificato e l'intervento ha modificato in modo sostanziale le caratteristiche peculiari dell'impianto, infatti, fermo restante la struttura muraria, la copertura in legno è stata completamente rivestita con un solaio in laterocemento.

### Cortile
Alle spalle del palazzo, si trova un ampio cortile che nel tempo è stato deturpato con la costruzione di varie casupole e tettoie, costruite nel tardo ottocento ad un solo piano fuori terra, lungo il perimetro delle vie Cavour e Petronia.